# Józef Dobrski
Józef Dobrski herbu Jastrzębiec – cześnik inowłodzki w latach 1765–1771, skarbnik brzeziński w latach 1744–1765.
W 1764 roku był elektorem Stanisława Augusta Poniatowskiego z województwa łęczyckiego i posłem łęczyckim na sejm elekcyjny.